# Sira (Flekkefjord)
 For alternative betydninger, se Sira (flertydig). (Se også artikler, som begynder med Sira)
Sira er et tettsted i Flekkefjord kommune i Agder. Tettstedet har 783 indb. (2023), og ligger ved fylkesgrænsen til Rogaland nær Europavej E39 cirka 19 kilometer nord for[kommunecenteret Flekkefjord.
Sira var det største tettsted i den tidligere kommune |Bakke. Efter en længere proces blev denne kommune en del af Flekkefjord kommune i 1965.
Sira Station ligger på Sørlandsbanen. Den er også endestation for den nu nedlagte Flekkefjordbanen og var udstyret med drejeskive for lokomotiver.
Sira ligger i sydenden af Sirdalsvatnet, og Siraosen har været et vigtig knudepunkt for trafikken til Sirdalen før vejnettet blev udbyggget. De rejsende fra kysten måtte fra Flikkeid ved Lundevannet, med båd til Sirnes, gå langs med elven Sira til Osen, hvor der ventede en lang rotur videre til Tonstad. Trafikken på Sirdalsvannet blev efterhånden motoriseert, med endestop i Osen og Tonstad, og lasting og lossing undervejs ved behov. (Trafikken er nu genoptaget med en nyrestaureret båd).
En af de ældre kongeveje fra Kristiansand gik forbi, for at krydse elven til Tronåsen, hvor det var mulig at komme videre vestover mod Stavanger via Moi og Drangsdalen/Heskestad i Lund
Sira er også kendt for broen Bakke Bru, som er Norges ældste hængebro. Den går over elven Sira, som løber fra Sirdalsvatnet til Lundevatnet i Flekkefjord kommune. Broen blev åbnet i 1844 som en del af den Vestlandske hovedvej mellem hovedstaden og Stavanger.

## Krigsfangelejrene
Under 2. verdenskrig holdt nazisterne krigsfanger flere steder i Sørlandet, særlig i forbindelse med bygningen af Sørlandsbanen. I Sira var der en sådan lejr som holdt ca. 90 fanger.